# توراکوسو یاماها
توراکوسو یاماها (انگلیسی: Torakusu Yamaha؛ ۲۰ آوریل ۱۸۵۱ – ۸ اوت ۱۹۱۶) کارآفرین، بازرگان و مدیر ارشد اجرایی ژاپنی بود، که در سال ۱۸۸۷ شرکت یاماها را تأسیس نمود.